# Incidente UFO di Varginha
L'incidente UFO di Varginha è un complesso caso ufologico accaduto nel 1996 a Varginha in Brasile e comprendente un avvistamento di UFO, alcuni presunti incontri ravvicinati con esseri extraterrestri e persino l'ipotetica cattura di alcuni di questi esseri da parte dell'Esercito brasiliano, circostanza smentita dalle autorità militari. Il caso è stato definito da alcuni ufologi "la Roswell brasiliana". L'ufologo Kevin Randle ha dichiarato che "questo caso è complicato come nessun altro in campo ufologico".
Nel 2022, il regista James Fox ha diretto “Moment of Contact”, un documentario che esplora questi eventi, presentando testimonianze e analisi approfondite sull’incidente di Varginha. 

## Descrizione degli avvenimenti e prime ipotesi
Nel pomeriggio del 20 gennaio 1996 a Jardim Andere, sobborgo di Varginha, tre ragazze, le sorelle Liliane e Valquíria Silva e la loro amica Kátia de Andrade Xavier, rientrano a casa spaventate dicendo di avere visto uno strano essere. La madre delle due sorelle è scettica, ma decide di seguirle nel luogo dell'avvistamento: l'essere non c'è più, ma si percepisce uno strano odore di ammoniaca. Le donne raccontano l'avvistamento a parenti e amici e uno di loro riferisce il racconto all'ufologo Ubirajara Franco Rodrigues, che va a parlare con le ragazze, le quali gli forniscono una descrizione dell'essere. Il presunto umanoide viene descritto così: bassa statura, corpo sottile, pelle scura, testa grande, naso piccolo, occhi grandi e rossi senza pupille.
"Nel gennaio 2021 la testimonianza di una delle due sorelle riporta la ricostruzione di ulteriori contatti tra questa e le entità comandanti di quelle presentatesi nel 1996, rivelando a Liliane Silva lo scopo di studio da parte di razze aliene draconiane sull'umanità e degli accordi tra le élite umane piegate al volere della razza draconian. 
Tale intervista è stata riportata da un giornale locale online brasiliano in seguito rimossa da parte delle autorità governative.".
La voce dell'avvistamento si diffonde in città ed altre persone riferiscono incontri con uno strano essere simile al mitico chupacabras o agli alieni conosciuti come grigi. La vicenda viene riportata dai giornali e una coppia di contadini, Oralina Augusta ed Eurico de Freitas, riferiscono che intorno alle ore 1.00 nella notte tra il 19 e il 20 gennaio, mentre dormivano nella loro fattoria a circa 10 km da Varginha, erano stati svegliati dai rumori dei loro animali ed avevano visto in cielo un UFO a forma di sigaro, della grandezza apparente di un minibus, illuminato da una luce fioca, che si muoveva a bassa quota e a bassa velocità. L'UFO viene messo in relazione con gli avvistamenti degli strani esseri in città. Rodrigues comincia a raccogliere notizie. Nei giorni successivi si diffondono voci sulla cattura di uno o due strani esseri; un muratore, Henrique José Desouza, racconta di avere visto movimenti dei Vigili del Fuoco nella zona dove si trovava; altre persone riferiscono un'insolita presenza di camion militari e l'arrivo nell'ospedale cittadino di autoambulanza scortate da auto della polizia, circostanza che sembra strana.
Oltre a Rodrigues comincia ad indagare anche l'ufologo Vitório Pacaccini, che interroga diversi presunti testimoni (gente comune, militari, infermieri degli ospedali) ed effettua la seguente ricostruzione dei fatti. Nella notte tra il 19 e il 20 gennaio il NORAD avrebbe avvisato le Forze Armate Brasiliane che un UFO era diretto verso il Brasile. Dopo l'avvistamento da parte della coppia di contadini, vi sarebbe stato un UFO crash. La mattina del 20 gennaio intorno alle 10 alcuni ragazzi avrebbero avvisato uno strano essere, che avrebbero preso a sassate; la circostanza sarebbe stata riferita ai Vigili del Fuoco, che avrebbero catturato l'essere con una rete. Nel primo pomeriggio vi sarebbe stato l'avvistamento da parte delle sorelle Silva e della loro amica e il secondo essere avvistato sarebbe stato catturato dai militari nel tardo pomeriggio; questo secondo umanoide era ferito e sarebbe stato trasportato in ospedale, dove sarebbe deceduto. Un'infermiera avrebbe dichiarato che quel giorno un'ala dell'ospedale sarebbe stata chiusa e sarebbero giunti medici da fuori città. Dopo due giorni i militari avrebbero ritrovato un terzo umanoide, stavolta morto, sul ciglio di una strada fuori città. Secondo altri testimoni, gli umanoidi catturati sarebbero stati più di tre (c'è chi parla addirittura di sette od otto). Gli alieni morti sarebbero stati trasportati al Dipartimento di medicina legale dell'Università di Campinas, dove il dottor Fortunato Badan Palhares avrebbe eseguito l'autopsia. Gli umanoidi vivi sarebbero stati prelevati da un aereo militare statunitense atterrato all'aeroporto di Campinas e successivamente trasportati a Panama nella base aerea di Albrook. Pacaccini afferma di avere sentito 14 testimoni, ma di non poterne fare i nomi. Oltre ai giornali, anche la rete televisiva Rede Globo dedica spazio ai fatti di Varginha ed alla ricostruzione di Pacaccini.
I portavoce dell'esercito, della polizia e dei vigili del fuoco smentiscono la vicenda. Qualche tempo dopo, il militare Marco Eli Chereze muore in ospedale per un'infezione e alcuni ufologi ipotizzano che abbia partecipato alla cattura di uno degli umanoidi, contraendo un virus extraterrestre.

## Dubbi e spiegazioni
La ricostruzione di Pacaccini suscita parecchi dubbi non solo tra gli scettici, ma anche nell'ambiente ufologico.
Per quanto riguarda l'avvistamento dell'UFO, viene rilevato che accanto a quella dei de Freitas vi sono altre fattorie abitate, ma quella notte nessuno della zona ha visto o sentito nulla. Le testimonianze riferite da Pacaccini sono basate su fonti anonime e non è possibile effettuare alcun controllo, specialmente sulla presunta segnalazione da parte del NORAD, i molteplici incontri ravvicinati e le presunte catture degli umanoidi. Quanto alle tre ragazze, è l'unica testimonianza certa e di prima mano, ma ci si chiede come abbiano potuto fare una descrizione dettagliata dell'essere a Rodrigues se erano scappate in preda al panico subito dopo avere avvistato l'essere. Il giornalista Matt Moffett, in un articolo scritto per il Wall Street Journal, si chiede come facessero tutti questi esseri a stare in un veicolo spaziale grande quanto un minibus. I critici rilevano una confusione nei rapporti, con la presenza di un misto di testimonianze, voci e speculazioni.
Pacaccini ribatte che la confusione è dovuta all'insabbiamento effettuato dalle autorità militari.
Cominciano ad essere effettuate smentite più circostanziate. I militari dichiarano che nella zona era in corso un'esercitazione militare e il via-vai di camion si spiegava con le necessità di effettuare la manutenzione dei mezzi, mentre i movimenti dei Vigili del Fuoco erano legati alle normali attività. Il dott. Palhares smentisce di avere eseguito autopsie di umanoidi. L'amministratore dell'ospedale, Aldison Usier Leite, dichiara in un'intervista che l'ambulanza (una sola) scortata dalla polizia portava un giovane deceduto in questura su cui bisognava fare l'autopsia; la chiusura di un'ala dell'ospedale e la presenza di medici venuti da fuori città si spiegava con l'installazione di una nuova apparecchiatura acquistata per la cardiochirurgia.
Queste spiegazioni non sono state ritenute soddisfacenti dagli ufologi, così è stata promossa un'inchiesta ufficiale da parte della polizia militare. Dopo sette mesi l'inchiesta si è conclusa e il tenente colonnello Lúcio Carlos Pereira ne ha riferito i risultati al tribunale militare. Le tre ragazze hanno visto un uomo deforme e con problemi mentali, accovacciato e sporco di fango a causa della pioggia, che è stato scambiato per un extraterrestre. I presunti avvistamenti di altri esseri sono stati frutto di una psicosi collettiva. La morte del soldato Chereze è stata dovuta ad un'infezione sorta a seguito di un intervento chirurgico per l'asportazione di una cisti sotto l'ascella.
Pacaccini ha contestato le conclusioni dell'inchiesta, ma anche nell'ambiente ufologico non tutti la pensano così: Kevin Randle ha dichiarato infatti che "mancano prove fisiche a supporto di questo caso" e che "non è stato possibile accertare alcunché".

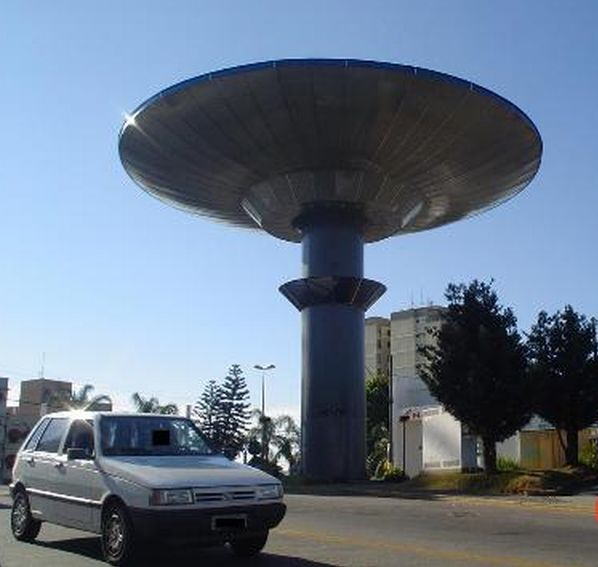
Il serbatoio idrico a forma di UFO

I fatti di Varginha sono stati oggetto di indagini da parte di ricercatori universitari di sociologia e psicologia sociale, che li hanno messi in relazione con la nascita dei miti e delle leggende metropolitane.
La vicenda ha reso famosa Varginha, divenuta una meta del "turismo ufologico", tanto che è stato realizzato un serbatoio idrico a torre con la cima a forma di UFO, illuminato di sera, come attrazione turistica.